# Gino Tassara
Gino Rafael Tassara Piérola (Lima, 24 de agosto de 1980) es un periodista, director de cine, presentador y productor peruano. En el ámbito televisivo, aparece como co conductor en las pantallas de Univision y luego Telemundo  en Washington DC con el Show de Mayi. Se hace conocido por haber participado en la conducción de los noticieros de Perú. Ganador del premio de la Cámara de Comercio de Lima en el 2017 como periodista del año.  En el ámbito cinematográfico, fue el director de las películas peruanas Utopía y Reinas sin corona, y realiza la polémica serie Aislados grabada durante pandemia donde recibe múltiples premios internacionales.

## Biografía
Nació el 24 de agosto de 1980 en Lima, bajo el nombre completo de Gino Rafael Tassara Piérola. Es el [tataranieto] del expresidente peruano Nicolás de Piérola.
Tassara estudió la carrera de ciencias de la comunicación y una maestría en Resolución de Conflictos en George Mason University, incluyendo sus estudios de dirección de actores en la Escuela Shakespeare de los Estados Unidos. Comenzó su carrera televisiva como periodista. Se ha desempeñado como reportero de los programas informativos América noticias y A las once de América Televisión durante finales de los 2010 e inicios de los 2010. En el año 2013, ingresa a la conducción del noticiero N noticias de Canal N, compartiendo el rol junto a Kathya Cruz, manteniéndose hasta su renuncia en 2022.
En el año 2013, hizo su debut en la dirección de cine con el cortometraje El café más amargo de mi vida. A partir de esa época, funda su propia productora de cine Sinargollas para el desarrollo de sus producciones de ficción. Adicionalmente, es el director de la empresa de comunicaciones Acción Comunicativa.
Tassara alcanzó reconocimiento en el cine peruano en el año 2018, participando en el lanzamiento de su primer largometraje Utopía como director general al lado del cineasta Jorge Vilela, basado en el incendio de la discoteca Utopía en 2002 y protagonizada por los actores Renzo Schuller, Rossana Fernández-Maldonado y Carlos Solano. Gracias al éxito de la película, le valió la premiación de los Latin & Native American Film Awards y la nominación a los Golden Movie Awards de Reino Unido en la categoría «Mejor lengua extranjera» en el año 2021.
Más tarde, en 2023 lanza su segunda película del mismo formato Reinas sin corona, inspirada en la violencia contra la mujer, contando con las participaciones protagónicas de Francisca Aronsson, Alexandra Graña y Daniela Romo.
En ese año, asume la dirección de la obra cómica Lovers, estrenada en el Teatro NOS de San Isidro. Además, anunció la elaboración de las películas Leslie: El ángel rebelde, basada en la vida de la actriz y exmodelo Leslie Stewart, y Pisco 7.9, en inspiración al terremoto del Perú de 2007.
En el año 2023, firma un contrato con la televisora Willax Televisión para asumir la coconducción del programa concurso Posible junto a su primo hermano, el actor y presentador Gian Piero Díaz, y la celebridad de Internet, Cholita Lu. También se unen Rossana Fernandez Maldonado y Duilio Vallebuona. 

En ese año, asume la conducción del programa web Agricooltores al lado del tenista y exmodelo Duilio Vallebuona, cuya sinopsis está relacionado en el ámbito de la agricultura. En el año 2025, el programa fue renombrado bajo el nombre de Agricooltores VIP, contando con la incorporación de la actriz y surfista Vania Torres al elenco principal y la invitación de personalidades del medio local.
En el año 2025, continuó con su faceta televisiva en la conducción del programa-pódcast Entrometidos por Willax, junto a Gian Piero Díaz y Andrea Arana, manteniéndose en la actualidad.
En Agosto del 2025 empieza nuevo podcast junto a la actriz Rossana Fernandez Maldonado y la miss Maricielo Gamarra, prepara la temporada 2026 de Agricooltores y su nueva película Amigo por ahí no es.

## Filmografía

### Televisión
- América noticias (América Televisión; 2010s), reportero.
- A las once (América Televisión; 2011-2015), reportero.
- N noticias (Canal N; 2013-2022), presentador de noticias.
- Posible (Willax Televisión; 2023-2024), copresentador.
- Entrometidos (Willax Televisión; desde 2025), presentador.

### Cine
- El café más amargo de mi vida (2013), director general.
- Utopía (2018), director general.
- Aislados, la serie (2020), director general.
- Reinas sin corona (2023), director general.
- Amigo por ahí no es (2026), director general. (En proceso)

### Programas web
- Agricooltores (2024-2025), presentador y productor.